# Хассельборг, Микаэль
Курт Микаэ́ль «Ми́ки» Ха́ссельборг (швед. Kurt Mikael "Micke" Hasselborg; род. 7 апреля 1954, Стокгольм) — шведский кёрлингист и тренер по кёрлингу.

## Карьера
Игрок мужской сборной команды Швеции на чемпионатах мира и Европы.
Играет на позиции четвёртого. Скип своей команды.

## Достижения
- Чемпионат мира по кёрлингу среди мужчин: серебро (1985)
- Чемпионат Европы по кёрлингу: золото (1990), бронза (1994).
- Чемпионат Швеции по кёрлингу среди мужчин: золото (1990, 1994).[1]
- Чемпионат мира по кёрлингу среди ветеранов: золото (2016, 2017), серебро (2018), бронза (2022, 2024).
- Чемпионат Швеции по кёрлингу среди ветеранов: золото (2016).[4]

- Почётный приз Collie Campbell Memorial Award (вручается кёрлингисту, который показывает наилучший уровень игры в кёрлинг и наилучшим образом демонстрирует «дух кёрлинга»): 1996.
- В 1990 введён в Зал славы шведского кёрлинга[англ.] (швед. Stora Curlare).[5]

## Команды
| Сезон   | Четвёртый           | Третий              | Второй              | Первый             | Запасной                                 | Турниры                                  |
| ------- | ------------------- | ------------------- | ------------------- | ------------------ | ---------------------------------------- | ---------------------------------------- |
| 1982—83 | Стефан Хассельборг  | Микаэль Хассельборг | Ханс Нурдин         | Ларс Вернблум      |                                          | ЧМ 1983 (4 место)                        |
| 1984—85 | Стефан Хассельборг  | Микаэль Хассельборг | Ханс Нурдин         | Ларс Вернблум      |                                          | ЧМ 1985                                  |
| 1985—86 | Стефан Хассельборг  | Микаэль Хассельборг | Ханс Нурдин         | Ларс Вернблум      | Андерс Нильссон                          | ЧМ 1986 (4 место)                        |
| 1990—91 | Микаэль Хассельборг | Ханс Нурдин         | Ларс Вогберг        | Стефан Хассельборг |                                          | ЧЕ 1990                                  |
| 1991—92 | Микаэль Хассельборг | Ханс Нурдин         | Ларс Вогберг        | Стефан Хассельборг | Ларс-Оке Нурдстрём                       | ЧМ 1992 (7 место)                        |
| 1994—95 | Микаэль Хассельборг | Ханс Нурдин         | Ларс Вогберг        | Стефан Хассельборг | Ларс-Оке Нурдстрём тренер: Ян Страндлунд | ЧЕ 1994                                  |
| 1995—96 | Микаэль Хассельборг | Стефан Хассельборг  | Ханс Нурдин         | Петер Эрикссон     | Ларс-Оке Нурдстрём                       | ЧМ 1996 (5 место)                        |
| 2015—16 | Матс Врано          | Микаэль Хассельборг | Anders Eriksson     | Gerry Wahlin       | Ларс Линдгрен                            | ЧМВ 2016                                 |
| 2016—17 | Матс Врано          | Микаэль Хассельборг | Anders Eriksson     | Gerry Wahlin       |                                          | ЧМВ 2017                                 |
| 2017—18 | Матс Врано          | Микаэль Хассельборг | Anders Eriksson     | Gerry Wahlin       | Микаэль Юнгберг тренер: Микаэль Юнгберг  | ЧМВ 2018                                 |
| 2019—20 | Матс Врано          | Gerry Wahlin        | Микаэль Хассельборг | Mattias Hasselborg | Антон Сандстрём                          | ЧШМ 2020 (12 место)                      |
| 2021—22 | Матс Врано          | Микаэль Хассельборг | Anders Eriksson     | Gerry Wahlin       | Пер Нурен тренер: Jordan Wåhlin          | ЧМВ 2022                                 |
| 2022—23 | Матс Врано          | Микаэль Хассельборг | Anders Eriksson     | Gerry Wahlin       | Пер Нурен                                | ЧМВ 2023 (5 место)                       |
| 2023—24 | Матс Врано          | Микаэль Хассельборг | Anders Eriksson     | Gerry Wahlin       | Пер Нурен (ЧМВ)                          | ЧШВ 2024 · ЧШМ 2024 (5 место) · ЧМВ 2024 |

(скипы выделены полужирным шрифтом)

## Результаты как тренера национальных сборных
| Год  | Турнир                                        | Сборная              | Место |
| ---- | --------------------------------------------- | -------------------- | ----- |
| 1999 | Чемпионат мира по кёрлингу среди женщин 1999  | Швеция (женщины)     | 1     |
| 2003 | Чемпионат мира по кёрлингу среди юниоров 2003 | Швеция (юниоры муж.) | 2     |
| 2005 | Чемпионат мира по кёрлингу среди юниоров 2005 | Швеция (юниоры муж.) | 2     |
| 2006 | Чемпионат мира по кёрлингу среди юниоров 2006 | Швеция (юниоры муж.) | 2     |
| 2006 | Чемпионат мира по кёрлингу среди мужчин 2006  | Швеция (мужчины)     | 5     |
| 2007 | Чемпионат мира по кёрлингу среди юниоров 2007 | Швеция (юниоры муж.) | 2     |
| 2009 | Чемпионат мира по кёрлингу среди юниоров 2009 | Швеция (юниоры жен.) | 6     |
| 2010 | Чемпионат мира по кёрлингу среди юниоров 2010 | Швеция (юниоры жен.) | 1     |
| 2011 | Чемпионат мира по кёрлингу среди юниоров 2011 | Швеция (юниоры жен.) | 4     |
| 2014 | Чемпионат Европы по кёрлингу 2014             | Швеция (женщины)     | 5     |

## Частная жизнь
Из семьи известных шведских кёрлингистов: его дети — дочь Анна Хассельборг и сын Маркус Хассельборг, брат Стефан Хассельборг, племянница (дочь Стефана) Мария (Мио) Хассельборг.